# August von Krohn
August Friedrich Nikolaus von Krohn (* 23. Februar 1781 in Neustadt in Holstein; † 12. Juni 1856 in Ballenstedt) war ein holsteinischer Generalmajor und Kriegsminister. Er hatte den dänischen Offizierspersonaladel erhalten, war seit 1809 Ritter des Dannebrogordens sowie später Kommandeur des Ordens.

## Leben

### Herkunft
Seine Eltern waren der Lübecker Notar Christian Friedrich Krohn und dessen Ehefrau Fredrike, geborene Fruehl.

### Werdegang
Krohn kam bereits mit 14 Jahren als Freikorporal in das oldenburgische Infanterie-Regiment und avancierte bis 1807 zum Premierleutnant. 1809 hatte er für seine Tapferkeit beim Sturm auf Stralsund den Dannebrogorden erhalten. Er stieg 1813 zum Hauptmann auf und war Adjutant von General Friedrich von Hessen, der ein dänisches Hilfskorps befehligte. Als dieser im Gefecht von Sehested den russischen General von Wallmoden besiegen konnte, war Krohn dessen Stabschef. Dänemark verlor dennoch den Krieg und wandte sich nun gegen Napoleon Bonaparte.
Nach Ende des Krieges kam Krohn in das schleswigsche Jägerkorps, blieb aber Adjutant, bis er 1825 Flügeladjutant des dänischen Statthalters in Schleswig und Holstein, des Landgrafen Karl von Hessen-Kassel, wurde. Zum Major befördert, wurde er nach dem Tod des Landgrafen Hofmarschall des Herzogs Wilhelm zu Schleswig-Holstein-Sonderburg-Glücksburg. 1839 wurde er Kommandeur des Danebrogordens. 1840 avancierte er Oberstleutnant und 1843 zum Oberst. Letzteres war nur möglich, weil er als einer der fähigsten Offiziere der Armee galt.
Während der Schleswig-Holsteinischen Erhebung von 1848 bis 1850 war er Generalmajor der schleswig-holsteinischen Armee. Nach dem Ende der Erhebung zog er sich nach Rendsburg zurück und ging dann um 1852 zu seiner Tochter nach Ballenstedt.
Zwischen 1820 und 1848 leitete Krohn als Direktor das militärisch geführte Christians-Pflegehaus in Eckernförde, eine Erziehungsanstalt für Kinder und Waisen gesamtstaatlich-dänischer Soldaten und Unteroffiziere.
Es gibt eine Porträt-Lithographie von ihm, angefertigt 1851 von Friedrich Adolf Hornemann.

### Familie
Krohn heiratete am 4. Januar 1810 Charlotte Thomsen († 1885). Das Paar hatte mehrere Kinder:
- Ludwig (1812–1886), Salinendirektor in Lüneburg ⚭ 1854 Charlotte Harding (1824–1885)
- Auguste (1814–1902), Hofdame in Anhalt-Bernburg (anhalt-bernburgischer Adelsstand 1834) ⚭ 1836 Adolf von Moltke (1804–1871), Herr auf Ratzau
- Clairant (1816–1867), Bürgermeister in Bielefeld ⚭ Ida Diederichsen (1821–1860)
- Alfred (1820–1877), preußischer Generalmajor, (preußischer Adel 1871) ⚭ 1863 Mathilde Freiin Braun von Wartenberg (* 1839)
- Julius (1828–1904), Lotzenkommandant (preußischer Adel 1891) ⚭ Louise Karoline Messing (1834–1921)

## Werke
- Grundzüge der Kriegskunst unsrer Zeit. Schleswig, 1824, Taubstummen-Institut (Verlag)
- Pädagogische Bemerkungen: mit besonderer Beziehung auf das Wesen und den Werth der wechselseitigen Schuleinrichtung. 1825, Digitalisat
- Carl Friedrich Heinrich von Lange, Oberst und Commandeur vom Schleswigschen Jäger-Corps, Großkreuz vom Dannebrog und Dannebrogsmann. eine biographische Skizze, 1830, Taubstummen-Institut (Verlag)